# Timber Tramps
Timber Tramps is een Amerikaanse avonturenfilm uit 1975 onder regie van Tay Garnett.

## Verhaal
Twee houthakkers werken tegen betaling in de ruige wildernis van Alaska. Ze moeten nu een groep aansturen, die samengesteld is na rekrutering in gevangenissen en kroegen.